# Museo etnográfico Carlos Soriano
El Museo etnográfico Carlos Soriano es un museo dedicado a la historia y los útiles de la huerta de Murcia. Forma parte de la casa del abogado molinense, Carlos Soriano, al cual hace honor su nombre. Está situado en la pedanía El Llano de Molina, en un complejo histórico, donde además del museo, encontramos la ermita y la noria del lugar. Fue inaugurado el 17 de mayo de 2003, tras su adquisición por parte del ayuntamiento de Molina en 1999.

## Descripción

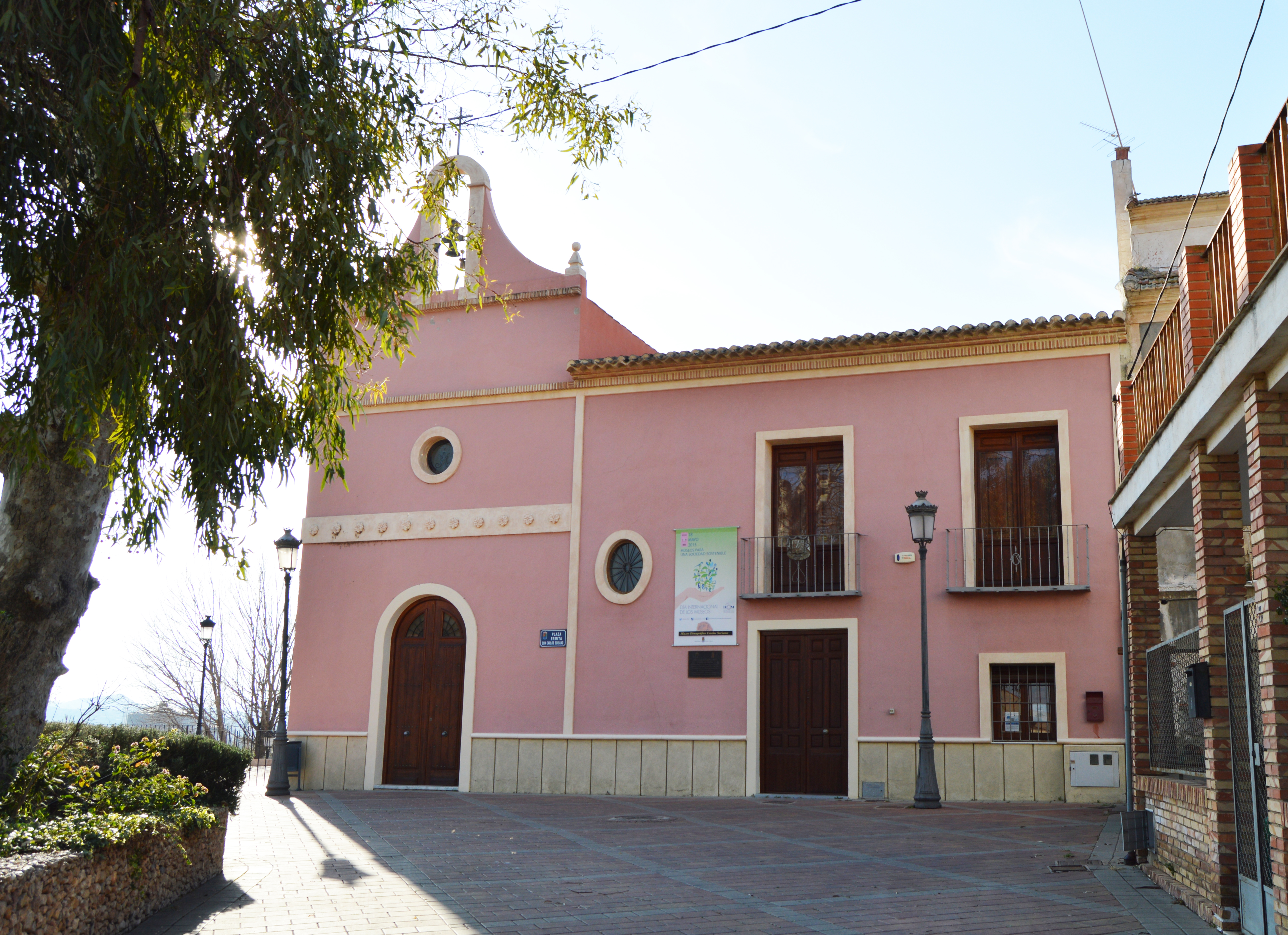
Fachada de la ermita-museo

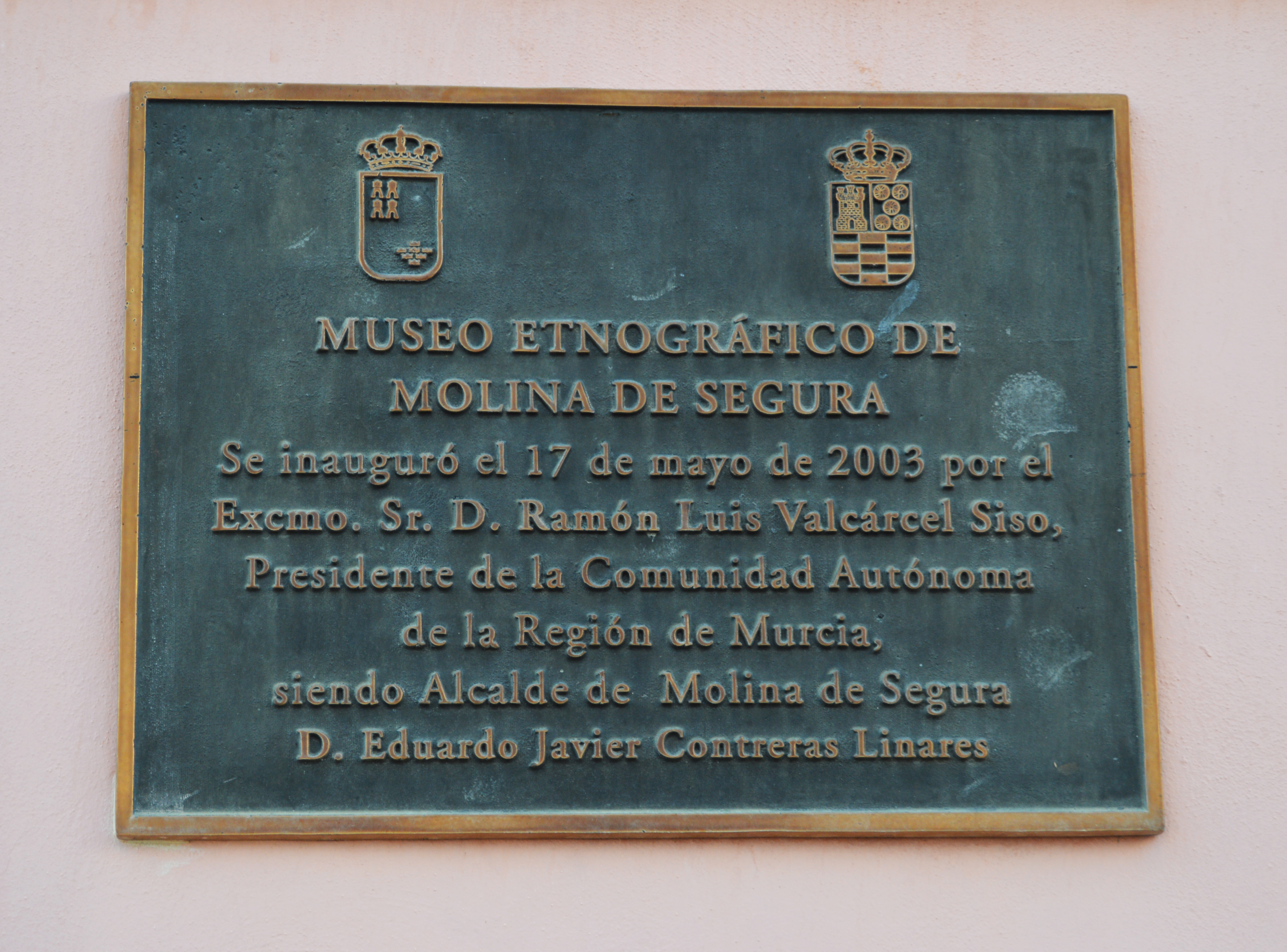
Placa del museo Carlos Soriano

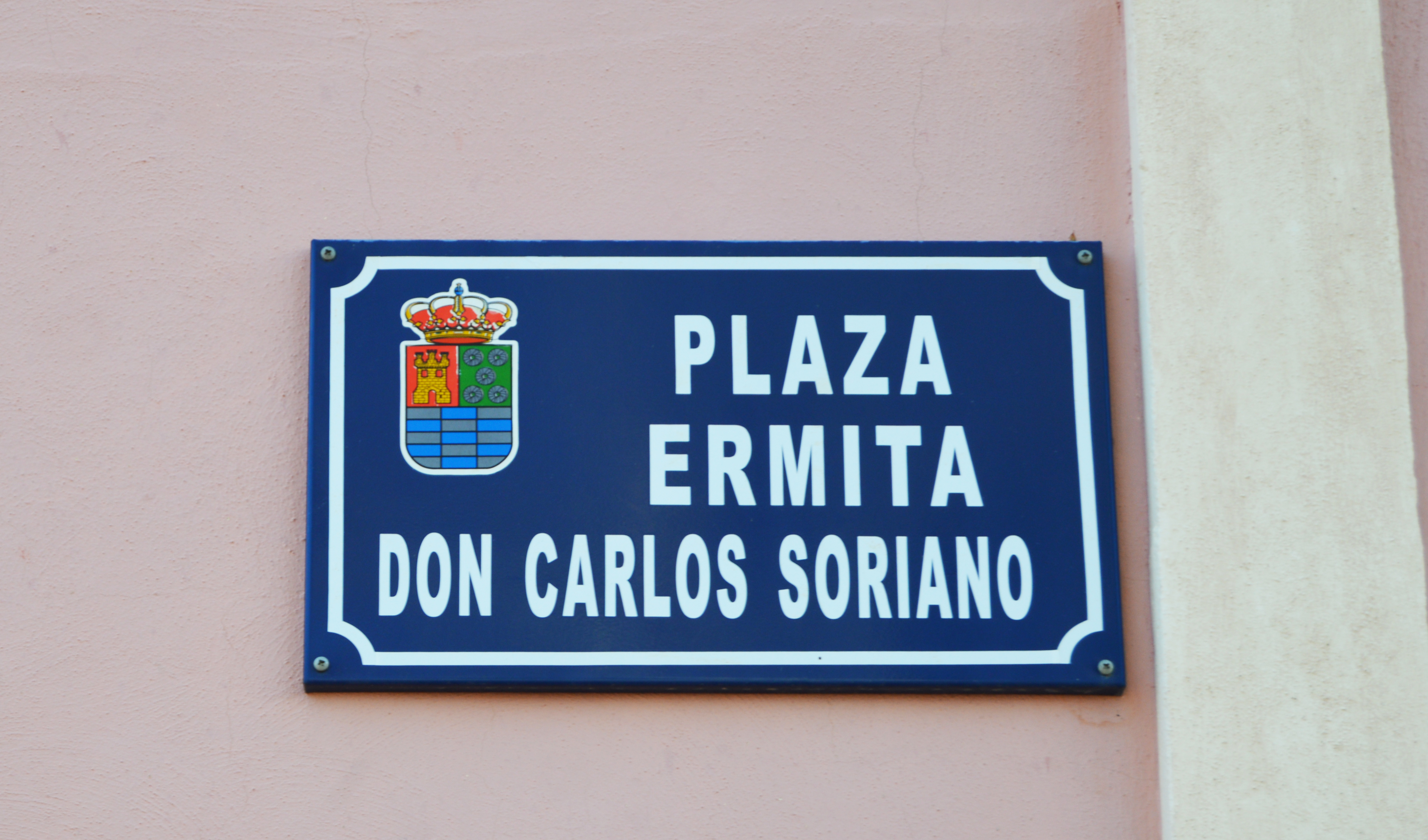
Rótulo de la plaza Don Carlos Soriano

El museo se encuentra en la casa de Carlos Soriano, el cual compró a Joaquín Portillo, este complejo en 1875 con la Noria incluida que data del año 1868, desde ese momento surgió la colonia agrícola que en la actualidad conforma el Llano. La casa está formada por dos plantas y patio.
En la planta baja podemos encontrar el vestíbulo, las escaleras, el patio, el tinajero y la cocina. destacan los restos arqueológicos aquí expuestos así como los molinos barquiformes argáricos, y la cerámica ibérica y romana.
En la primera planta podemos encontrar el dormitorio y dos salas, en el dormitorio encontramos ropa típica de la época como cubiertas bordadas y trajes regionales. En las salas encontramos miniaturas realizadas por el vecino Don Juan de Dios Arnaldos y complementos de lujo.
En el patio encontramos una exposición de maquinaria típica de la industria conservera. además de estas exposiciones permanentes, la ermita acoge algunas exposiciones temporales en ocasiones especiales por la falta de espacio.